# 新会河

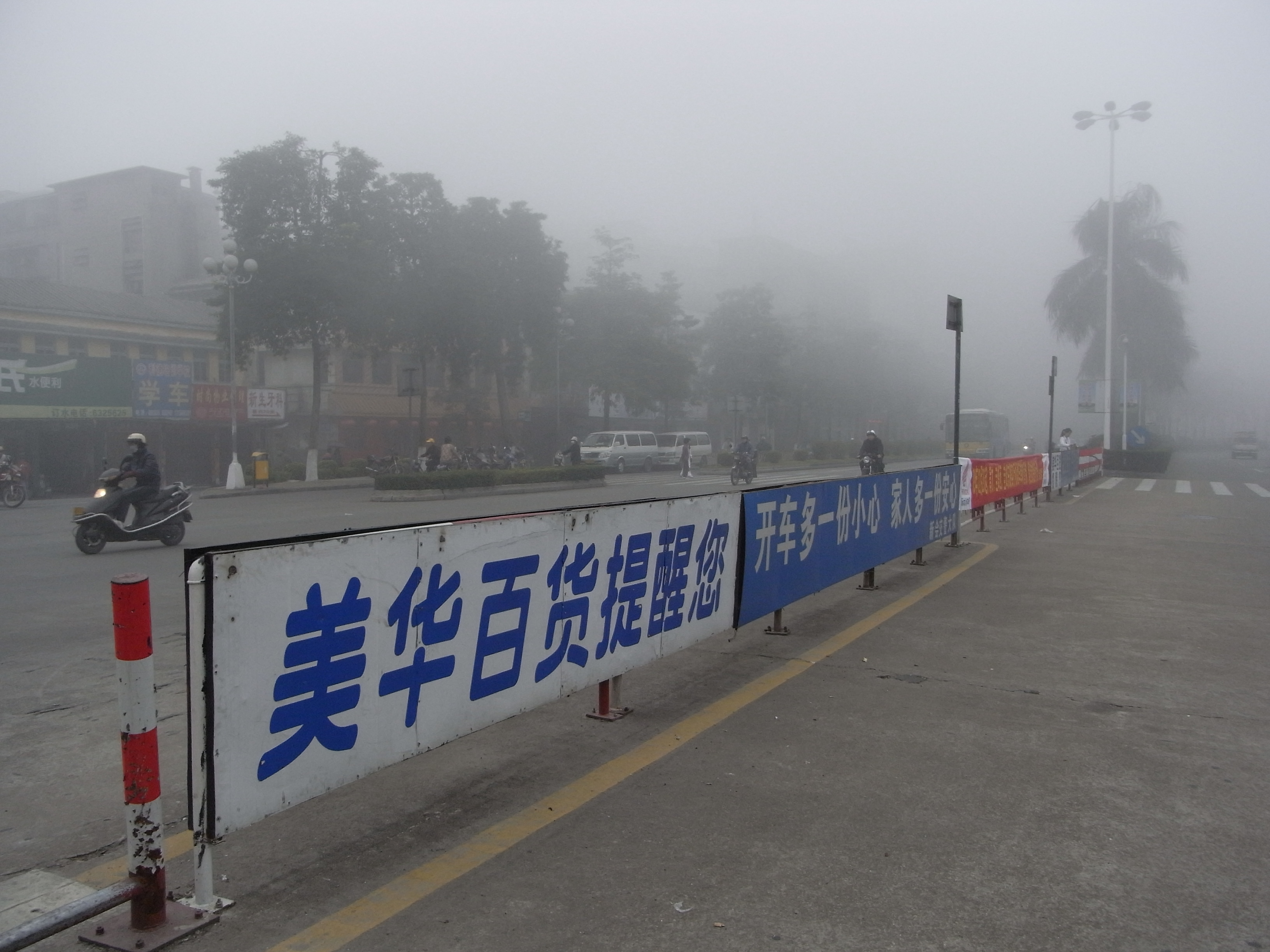
新会冈州大道，攝於2009年12月25日

新会河，又名会城河，位于中华人民共和国广东省江门市新会区会城街道境内，是古代会城镇向外沟通的一条主要航道，河长約達9公里。
新会河东起上浅口，与江门河相通，向西南经会城城区，至河口路附近汇入潭江。新会河是一条人工开挖的河涌，为明成化年间（约1465年）由知县陶鲁主持开凿，长1856丈，宽5丈。之后逐年被两岸铺户侵占，河面日渐狭窄，至清光绪二十六年（1900年）左右，新会河仅可通小船。20世纪80年代开始受到污染，河水發黑發臭，影响两岸居民生活及市容市貌，1995年-2002年新会政府覆盖了从江会路至浐湾路之间的城区河段，使城区河段作为暗河排污，成今貌。